# Zjednoczona Centrala Robotnicza
Zjednoczona Centrala Robotnicza (port. Central Única dos Trabalhadores, CUT) – największa centrala związkowa w Brazylii działająca od 1983.

## Historia
CUT została oficjalnie założona 29 sierpnia 1983 São Bernardo do Campo podczas I Krajowego Kongresu Klasy Robotniczej (CONCLAT).
W marcu 2004 część przywódców związkowych niezadowolonych z bliskich powiązań organizacji z administracją prezydenta Lula da Silvy odłączyła się od CUT, aby utworzyć Narodową Koordynację Walk (port. Coordenação Nacional de Lutas).
CUT posiada biura terenowe we wszystkich 26 stanach i Dystrykcie Federalnym. Główne biuro związku mieści się w São Paulo. Jest członkiem Międzynarodowej Konfederacji Związków Zwodowych.